# Gaius Sanctinius Aeternus

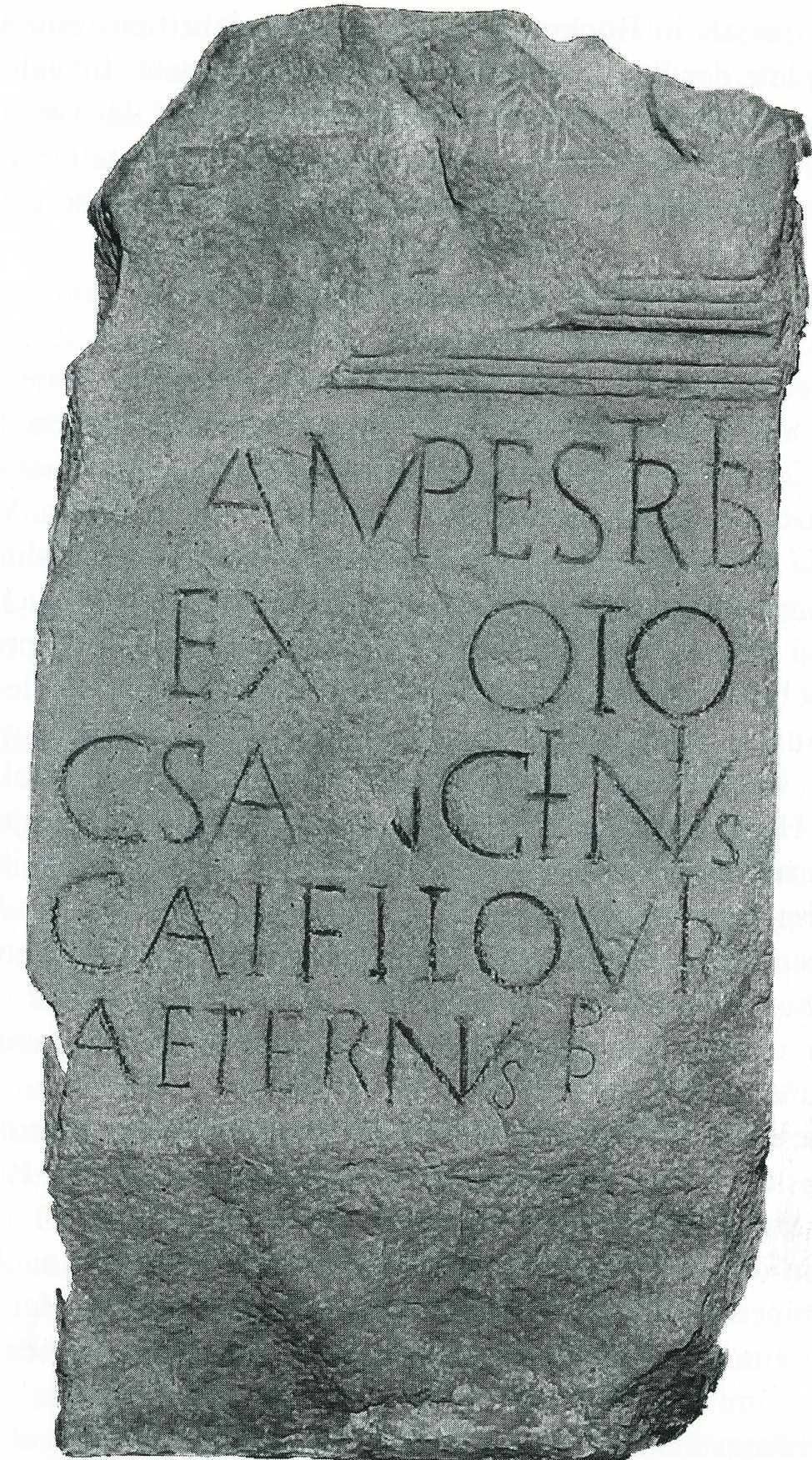
Die Inschrift

Gaius Sanctinius Aeternus (vollständige Namensform Gaius Sanctinius Gai filius Quirina Aeternus) war ein im 1. oder 2. Jahrhundert n. Chr. lebender Angehöriger des römischen Ritterstandes (Eques).
Aufgrund einer Inschrift, die beim Kastell Heilbronn-Böckingen gefunden wurde und die auf 85/120 datiert wird, wird angenommen, dass Aeternus Präfekt war. Laut John Spaul war er Präfekt der Cohors I Helvetiorum, die in der Provinz Germania superior stationiert war.
Aeternus war in der Tribus Quirina eingeschrieben.